# Litoria humboldtorum
Espèce
Statut de conservation UICN

 LC  : Préoccupation mineure
Litoria humboldtorum est une espèce d'amphibiens de la famille des Pelodryadidae.

## Répartition
Cette espèce est endémique de Nouvelle-Guinée occidentale en Indonésie. Elle se rencontre dans la province de Papouasie entre 620 et 1 050 m d'altitude dans les îles Yapen et à environ 500 m d'altitude dans les monts Foja.

## Étymologie
Cette espèce est nommée en l'honneur de Wilhelm von Humboldt et Alexander von Humboldt.

## Publication originale
- Günther, 2006 : A remarkable new species of the genus Litoria (Amphibia, Anura, Hylidae) from north-western New Guinea. Mitteilungen aus dem Museum für Naturkunde in Berlin - Zoologische Reihe, vol. 82, no 1, p. 179-190.